# Castione della Presolana
Castione della Presolana é uma comuna italiana da região da Lombardia, província de Bérgamo, com cerca de 3.285 habitantes. Estende-se por uma área de 42 km², tendo uma densidade populacional de 78 hab/km². Faz fronteira com Angolo Terme (BS), Colere, Fino del Monte, Onore, Rogno, Rovetta, Songavazzo.

## Demografia
| Variação demográfica do município entre 1861 e 2011                               |
|                                                                                   |
| Fonte: Istituto Nazionale di Statistica (ISTAT) - Elaboração gráfica da Wikipedia |